# 야마나시 한조
야마나시 한조(일본어: 山梨 半造, 1864년 4월 6일 ~ 1944년 7월 2일)는 일본 제국 육군 대장으로, 1927년부터 1929년까지 조선 총독을 지냈다.

## 생애
야마나시 한조는 지금의 가나가와현 히라쓰카시에서 태어났다. 야마나시는 1886년 육군사관학교를 졸업한 뒤 소위로 임관하였으며, 1892년 일본 육군대학을 졸업하였다.
1894년 야마나시는 청일 전쟁에 보병 제4여단의 부관으로 참전해, 보병 제5연대 중대장, 제2군부관, 점령지 총독부 부관 등을 역임한 뒤 일본으로 돌아왔다. 이후 그는 여러 직책을 거쳐 러일 전쟁 때에는 제2군 참모로 참전, 동군참모 부장과 제3사단 참모장을 역임했다.
1911년, 야마나시는 육군 소장으로 진급, 보병 제30여단장, 보병 제1여단장, 참모 본부 총무부장 등을 역임하였고, 제1차 세계 대전 당시에는 일본제국 육군 제18사단 참모장을 맡았다. 또한, 교육총감부 본부장을 거쳐 1916년 육군 중장으로 승진하였다.
1921년 야마나시는 하라 내각의 육군 대신이 되었고 같은 해 12월에는 육군 대장으로 진급하였다. 이후 다카하시 내각과 가토 도모사부로 내각에서도 육군 대신을 역임하였다.
1923년 야마나시는 군사참의관으로 임명, 곧이어 관동 대지진이 일어나자 관동 계엄 사령관 및 도쿄 경비 사령관이 되었다. 1925년 그는 예비역으로 편입되었고, 1927년 사이토 마코토(齋藤實)의 후임으로 조선 총독이 되었다. 그러나 1929년 조선총독부 의옥 사건에 연루되어 사임했으며, 후에 무죄임이 입증되었음에도 불구하고 모든 직책에서 물러나게 되었다.
야마나시는 직책에서 물러난 이후 칩거하다 1944년, 81세의 나이로 사망하였다.

## 같이 보기
- 청일 전쟁
- 러일 전쟁
- 관동 대지진
- 조선총독부
- 조선총독부의옥사건